# Aeroportul Corpus Christi
Aeroportul Corpus Christi (IATA: CRP, ICAO: KCRP, FAA LID: CRP) este un aeroport din Texas, Statele Unite ale Americii ce deservește zona Corpus Christi. Aeroportul a fost tranzitat în 2019 de 656.218 pasageri. A fost numit după zona deservită.
Situat la o altitudine de 13 m, aeroportul dispune de 2 piste.

## Infrastructură

### Piste
Aeroportul dispune de 2 piste. Pista 13/31 are suprafața de asfalt și dimensiunile 7.510 picioare × 150 picioare. Pista 18/36 are suprafața de asfalt și dimensiunile 6.080 picioare × 150 picioare. 